# Zwei Länder Skiarena
Die Zwei Länder Skiarena ist ein grenzüberschreitender Verbund von fünf Skigebieten im Vinschgau (Italien) und im Oberen Gericht (Österreich), deren Skilifte und Pisten mit einem einzigen Skipass genutzt werden können. Der Verbund wurde 2017 von der Skiarena Vinschgau und dem Skigebiet Nauders gegründet und ist die Weiterführung des Verbunds Skiparadies Reschenpass, welcher 2015 aufgelöst wurde.
Folgende fünf Skigebiete haben sich zum Verbund zusammengeschlossen:
| Name                | Gemeinden          | Übliche Öffnungszeiten | Seehöhe in m von | Seehöhe in m bis | Liftanlagen | Pisten in km | Pisten in km (Detail)           | Rodelbahnen Gesamt | Langlaufloipe | Weblink                                                          |
| ------------------- | ------------------ | ---------------------- | ---------------- | ---------------- | ----------- | ------------ | ------------------------------- | ------------------ | ------------- | ---------------------------------------------------------------- |
| Skigebiet Schöneben | Graun im Vinschgau | Dezember–April         | 1460             | 2350             | 10          | 65           | 5 leicht, 5 mittel, 3 schwer    | 2                  | 30 km         | https://www.schoeneben.it/de/ski-bike-wanderresort/              |
| Skigebiet Sulden    | Stilfs             | Oktober–Mai            | 1900             | 3250             | 10          | 44           | 17 leicht, 13 mittel, 14 schwer | 1                  | 8 km          | https://www.seilbahnensulden.it/                                 |
| Skigebiet Trafoi    | Stilfs             | Dezember–April         | 1570             | 2400             | 4           | 10           | 4 leicht, 5 mittel, 1 schwer    | 1                  | 1 Loipe       | https://www.vinschgau.net/de/ortlergebiet/ferienorte/trafoi.html |
| Skigebiet Watles    | Mals               | Dezember–April         | 1750             | 2500             | 3           | 18           | 6 leicht, 12 mittel             | 1                  | 15 km         | https://www.watles.net/de/ski-erlebnisberg-watles.html           |
| Skigebiet Nauders   | Nauders            | Dezember – April       | 1400             | 2850             | 10          | 73           | 8 leicht, 14 mittel, 5 schwer   | 2 (ehemals 4)      | 10 Loipen     | https://www.nauders.com/                                         |

Zu den Pisten in Kilometern: Viele Skigebiete geben zu hohe Pistenlängen an. Das hatte schon im Jahr 2013 der Deutsche Kartograph und Journalist Christoph Schrahe festgestellt und bemängelt. Er hat eine Methode und ein Gütesiegel entwickelt, dies zu korrigieren und korrekte Pistenlängen anzugeben.